# Mossblown
Mossblown ist eine Ortschaft in der schottischen Council Area South Ayrshire. Sie liegt rund zehn Kilometer nordöstlich von Ayr und zwölf Kilometer südlich von Kilmarnock. Wenige hundert Meter südlich verläuft der River Ayr. Im Rahmen der Zensuserhebung 2011 wurden 2186 Einwohner in Mossblown gezählt.
Im westlich gelegenen Auchincruive befindet sich das Herrenhaus Oswald Hall, das auf ein Tower House unbekannten Datums zurückgeht. Das Gebäude ist als Denkmal der höchsten schottischen Denkmalkategorie A klassifiziert. Ein weiteres Kategorie-A-Bauwerk ist die nördlich von Mossblown gelegene Villa Neilshill House.

## Verkehr
Durch Mossblown verlaufen die B742 und die B743. Sie schließen die Ortschaft an die A77 im Westen, die A70 im Süden sowie die A75 im Westen an. 1870 eröffnete die Glasgow and South Western Railway die Bahnstrecke Ayr–Mauchline. Mossblown besaß einen Bahnhof entlang der Strecke, der, obschon in Mossblown gelegen, nach der benachbarten Ortschaft Annbank benannt war. Der Bahnhof wurde jedoch zwischenzeitlich geschlossen. Mit dem Flughafen Glasgow-Prestwick befindet sich ein internationaler Verkehrsflughafen etwa drei Kilometer westlich.